# Печиця
Печиця (словен. Pečica) — поселення в общині Шмарє-при-Єлшах, Савинський регіон, Словенія. 
Висота над рівнем моря: 470,1 м.